# People Make Games
People Make Games (PMG, укр. Люди роблять ігри) — британський YouTube-канал, присвячений розслідувальній відеоігровій журналістиці. Канал орієнтований на розробників і людей, які створюють відеоігри. People Make Games висвітлює такі теми, як кранч, аутсорсинг та експлуатація працівників.

## Історія
Група була заснована Крісом Браттом та Енні Сайерс у 2018 році, обидва раніше працювали журналістами в Eurogamer. Сайерс займається графікою. Квінтін Сміт, журналіст з Rock Paper Shotgun, приєднався у 2020 році. Канал фінансується глядачами за допомогою Patreon; у червні 2022 року дохід з Patreon складав US$17,409 на місяць. Додаткове фінансування надходить від Loading Bar, мережі барів у Лондоні та Брайтоні.

## Видатні репортажі

### Roblox
У відео, опублікованому в серпні 2021 року, Сміт звинуватив материнську компанію Roblox, Roblox Corporation, в експлуатації юних розробників ігор на платформі. Сміт стверджує, що розподіл доходу значно менш сприятливий для розробників, ніж на інших платформах дистрибуції, і гравців заохочують зберігати всю ігрову валюту, яку Сміт порівняв зі скрипом, на Roblox завдяки високій мінімальній сумі виведення коштів і низькому курсу обміну. У наступному відео, випущеному в грудні 2021 року під назвою «Roblox Pressured Us to Delete Our Video. So We Dug Deeper.» (укр. Roblox вимагав від нас видалити наше відео. Тож ми копнули глибше), він також звинуватив платформу в проблемах з безпекою дітей і розкритикував її «фондовий ринок колекційних предметів», прирівнявши його до азартних ігор.

### Annapurna Interactive
У березні 2022 року канал повідомив про три студії відеоігор, що видаються Annapurna Interactive: Mountains, Fullbright і Funomena. У всіх трьох випадках повідомлялося, що працівники зверталися до Annapurna Interactive, висловлюючи занепокоєння щодо жорсткого поводження і токсичного робочого середовища, створеного засновниками студії. Сподіваючись на залучення Annapurna Interactive до посередництва, співробітники заявили, що видавець здебільшого ставав на бік відповідних засновників. За словами одного з колишніх працівників однієї зі студій, представники Annapurna Interactive відповіли, що «без сильних особистостей ігри не створюються». Бретт описав ці інциденти як частину ширшої картини авторської культури, яку можна знайти в індустріях незалежного кіно та відеоігор. Після виходу цього відео Робін Хуніке, один з керівників Funomena, вибачився у Twitter, а потім разом зі співзасновником Funomena Мартіном Міддлтоном заявив співробітникам, що у Funomena відбудуться скорочення і що студія, ймовірно, закриється через це відео, адже воно повпливало на можливість студії залучати зовнішнє фінансування.

### Гемблінг на скіни CS:GO
У листопаді 2022 року PMG репортували про скін-гемблінг у Counter-Strike: Global Offensive і ствердили, що Valve загалом уникає вжиття заходів щодо гральних сайтів, які використовують їх гру, тим самим «сприяючи нерегульованим гемблінгу серед дітей».